# 스노클링

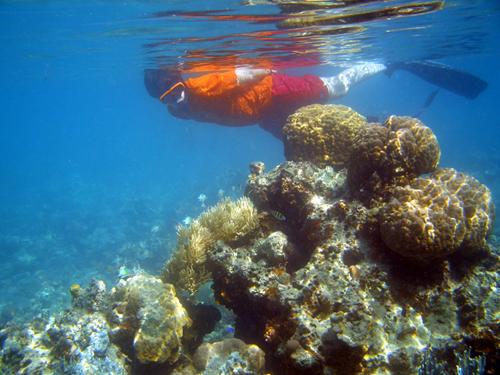
피지 근처의 산호초에서 산호 관찰하는 스노클러

스노클링 혹은 스노클(영어: snorkel, 독일어: Schnorchel)은 수중에서 호흡할 수 있는 도구와 오리발과 같은 간단한 장비만 사용하여 수영을 하는 것이다. 스노쿨링이라고 쓰는 경우가 많은데 잘못된 것이다.
스노클을 사용할 때 일반적인 스포츠용 고글이나 수경이 아니라 전용 마스크 등이 필요하다. 원래는 군사작전 및 수중구조 등의 활동을 할 때 빨리 행동할 수 있도록 개발된 장비이지만, 최근에는 레저 다이빙 용도로 활발하게 이용되고 있다. 주로 열대의 리조트나 스쿠버다이빙을 즐길 수 있는 곳에 깊지 않은 곳이면 모두 가능하다.

## 장비
스노클링에서 필수적으로 사용되는 장비에는 호흡용 스노클과 시야 확보를 위한 다이빙 마스크 또는 수영 고글이 있다. 추진력을 위해 오리발도 함께 사용하는 경우가 많다.
추위, 햇볕 화상, 해양 생물에 의한 찰과상 등 환경적 보호를 위해서 지역에 맞는 보호 장비를 착용하기도 한다. 이러한 장비로는 웻슈트, 드라이슈트, 다이브 스킨, 래시가드 등이 있다. 일부 스노클러는 방수 자외선 차단제를 사용하기도 하나 환경에 유해할 수도 있다.
추가적으로 프리다이빙을 도와주는 웨이트벨트를 착용하거나, 부력을 제공하는 안전 장비인 스노클링 베스트(Inflatable Snorkeling Vest)도 사용할 수 있다.

### 스노클

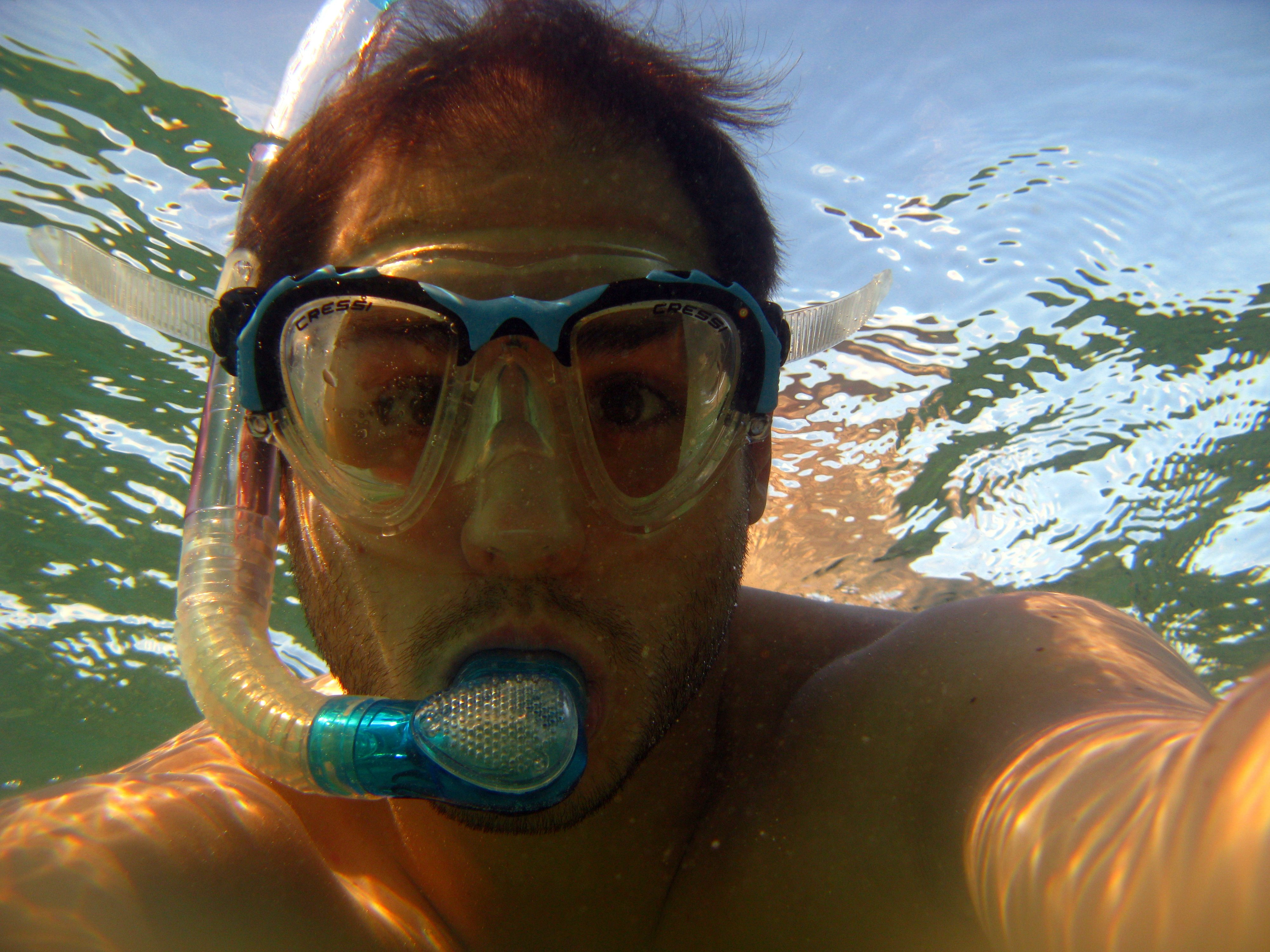
스노클을 착용한 모습

스노클(Snorkel)은 사용자가 머리를 물속에 담그고 입과 코를 잠근 상태에서 수면 위 공기를 호흡할 수 있도록 설계된 장치이다. 스노클은 독립형 또는 다이빙 마스크에 통합된 형태로 제공된다. 통합형 스노클은 수면 스노클링에만 적합하며, 독립형 스노클은 스피어피싱, 프리다이빙, 핀수영, 수중 하키, 수중 럭비 또는 스쿠버 다이빙 장비와 함께 수면 호흡 시에도 사용할 수 있다.
스노클은 L 또는 J 모양으로 굽은 관으로, 하단에 마우스피스가 장착되어 있으며, 가벼운 금속, 고무, 또는 플라스틱으로 제작된다. 스노클은 다이빙 마스크 헤드 스트랩의 외부에 고정할 수 있도록 고무 고리 또는 플라스틱 클립이 제공된다. 일부 사용자는 스노클 튜브를 마스크 스트랩과 머리 사이에 끼워 고정하기도 하지만, 이 방법은 불편함, 마스크 누수, 스노클 손실로 이어질 수 있다.
스노클은 호흡의 사강(dead space)을 형성한다. 사용자가 새로운 숨을 들이마실 때, 스노클 내부에 남아 있던 일부 배출된 공기가 다시 흡입된다. 이로 인해 신선한 공기의 양이 줄어들고, 혈중 이산화탄소 축적 위험이 증가하여 과탄산혈증으로 이어질 수 있다. 튜브의 부피가 클수록, 또는 호흡 시 1회 호흡량(tidal volume)이 작을수록 이러한 문제가 악화된다.
튜브 직경이 작으면 사강 부피는 줄어들지만, 공기 흐름 저항이 증가하여 호흡에 들어가는 에너지가 늘어난다. 특히, 마스크 내부 공간을 호흡 회로에 포함시키면 사강 부피가 크게 늘어난다.
이산화탄소 축적을 줄이기 위해 때때로 코로 숨을 내쉬는 것은 도움이 될 수 있지만, 특히 차가운 물에서는 마스크 김서림이 심해질 수 있다. 깊고 천천히 호흡하여 사강 비율과 호흡에 드는 에너지를 아낄 수 있다.

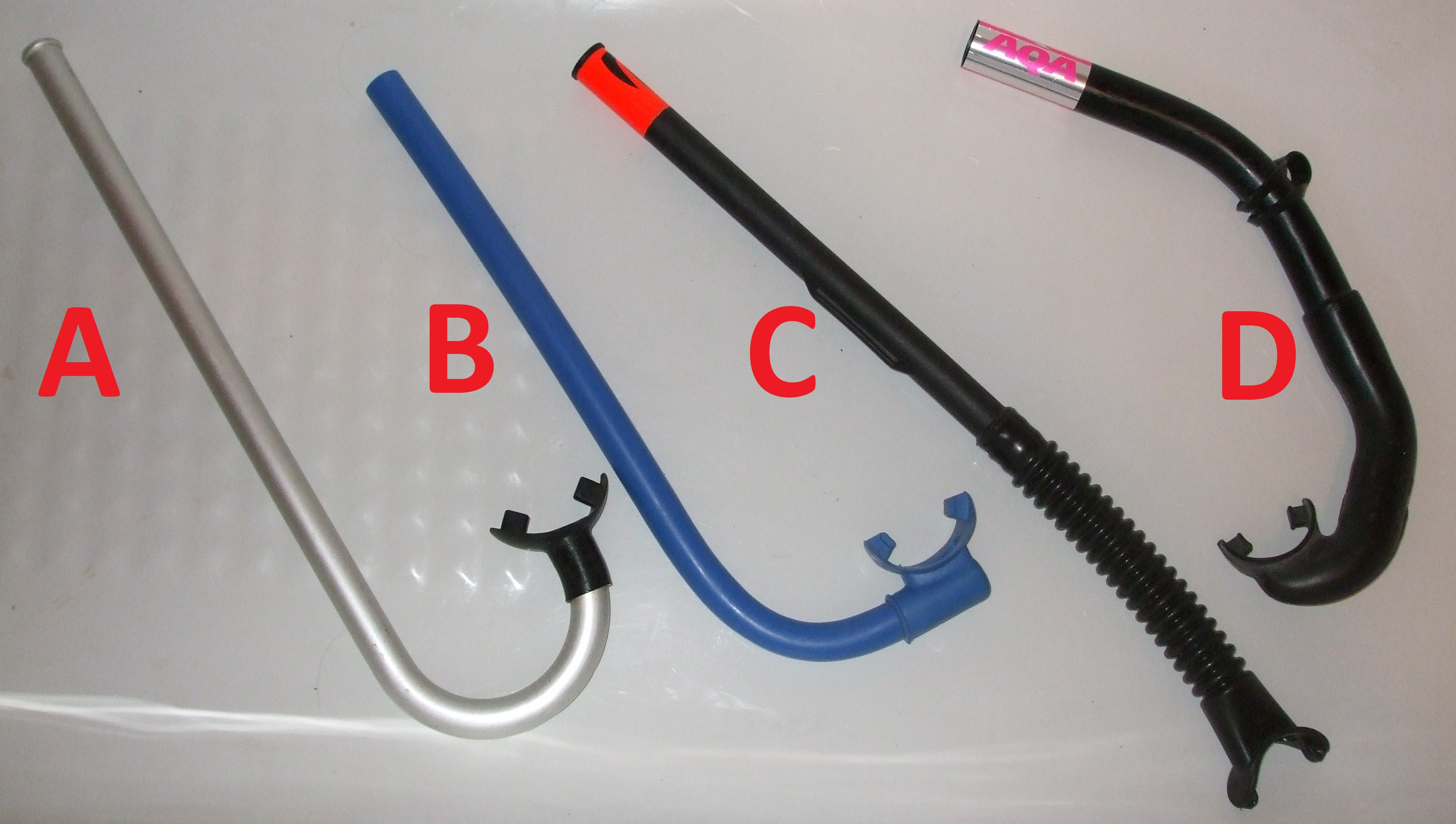
스노클의 종류

스노클은 정면 장착형과 측면 장착형의 두 가지 형태로 나뉜다. 1938년에 특허를 받은 최초의 스노클은 정면 장착형으로, 얼굴 앞쪽에 튜브가 위치하며 다이빙 마스크에 브래킷으로 고정되었다. 정면 장착형 스노클은 1950년대 후반까지 유럽에서 인기를 끌었으나, 이후 측면 장착형이 더 널리 사용되었다.
정면 장착형 스노클은 1960년대에 다시 주목받았으며, 특히 수영 훈련 및 핀수영 경주에서 사용된다. 이 형태는 측면 장착형보다 수중 저항을 줄이는 유선형 효과가 뛰어나다는 평가를 받는다.

#### 기본형 스노클

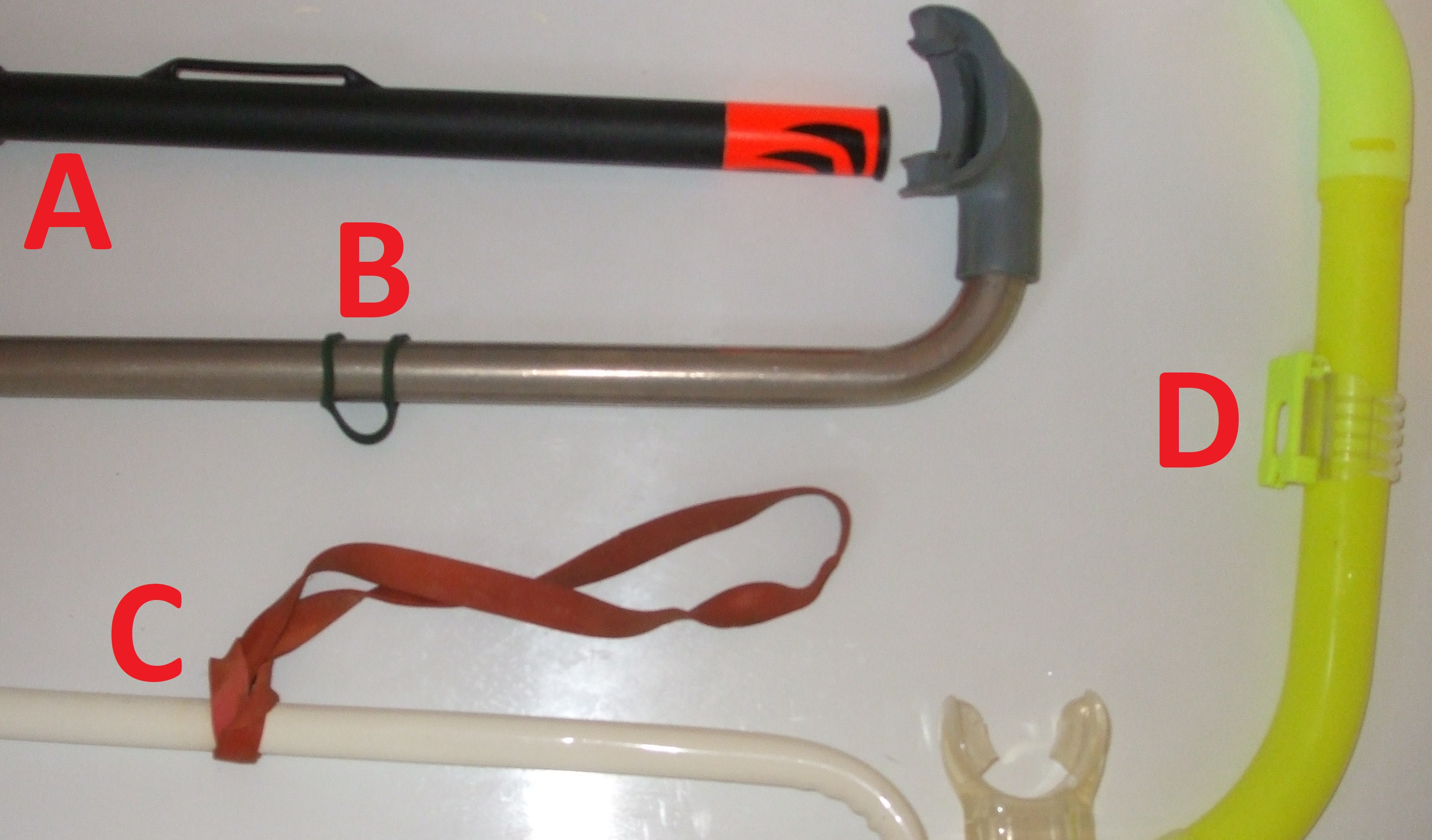
스노클 장착 방법

기본형 스노클은 튜브와 입에 삽입하는 마우스피스로 구성된다. 스노클의 배럴(barrel)은 스노클 상단의 공기 공급 부분에서 하단의 마우스피스까지 이어지는 중공 튜브로, 플라스틱, 경금속, 또는 딱딱한 고무와 같은 상대적으로 단단한 재료로 만들어진다. 보어(bore)는 배럴 내부의 공간을 말하며, 길이, 직경, 굴곡 등이 호흡 저항에 영향을 미친다.
배럴 상단은 개방되어 있거나, 스노클이 물에 잠겼을 때 공기 공급을 차단하는 밸브가 장착되기도 한다. 상단에는 다른 수상 사용자들이 스노클러의 존재를 알 수 있도록 고가시성 밴드가 둘러져 있을 수 있다.
스노클을 고정하는 가장 간단한 방법은 배럴 상단을 마스크 스트랩과 머리 사이에 끼우는 것이다. 그러나 이 방법은 마스크 누수를 유발할 수 있다. 대안으로, 배럴에 형성된 틀을 통해 마스크 스트랩을 끼우거나, 8자형 고무 스노클 키퍼를 배럴에 고정하거나, 회전 가능한 플라스틱 스노클 키퍼를 배럴에 클립 형태로 연결할 수 있다.

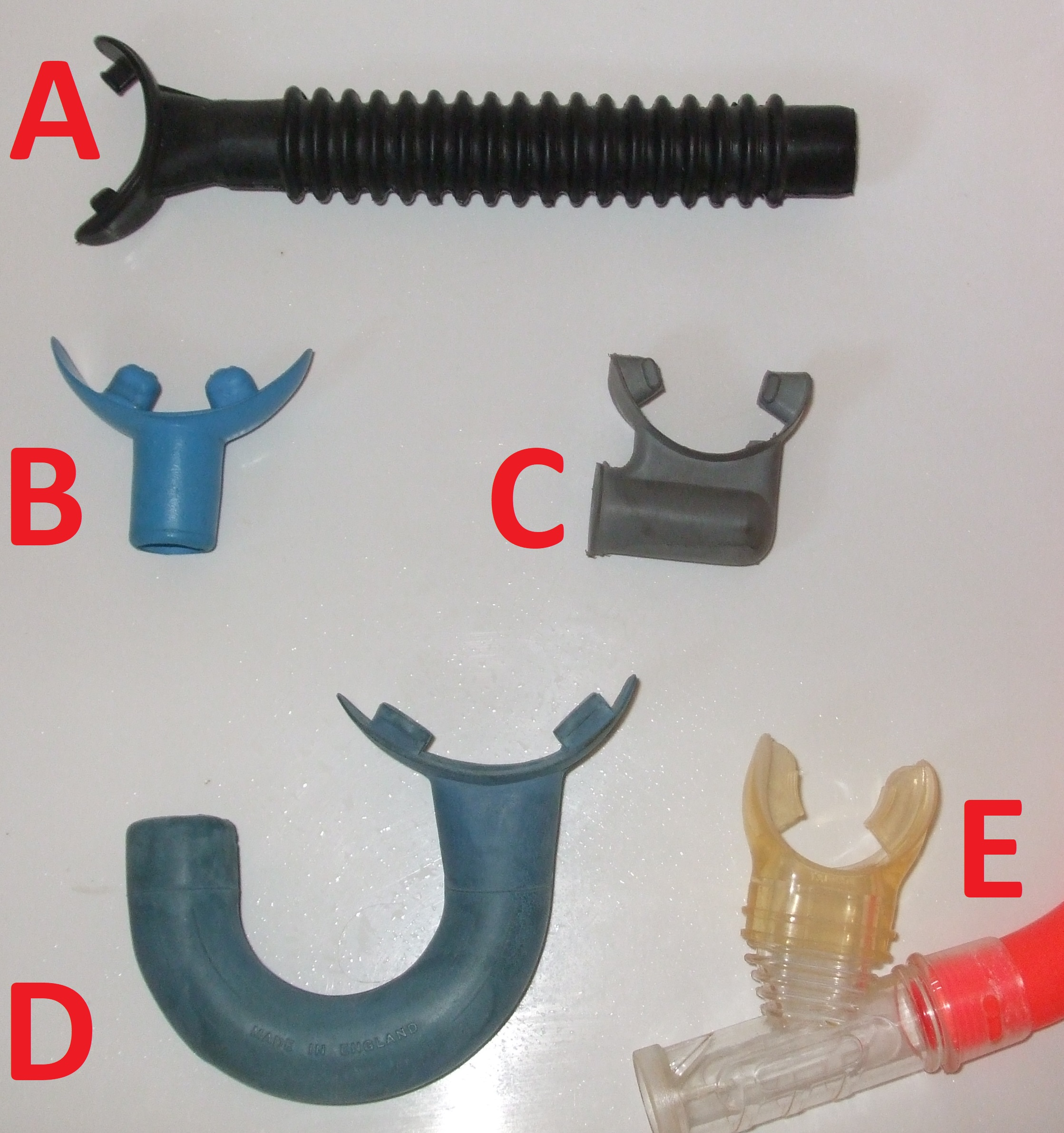
스노클 마우스피스

마우스피스는 스노클을 입에 안정적으로 유지하도록 돕는다. 이는 부드럽고 유연한 재료로 제작되며, 초기에는 천연 고무로, 최근에는 실리콘이나 PVC로 제작된다. 가장 일반적으로는 약간 오목한 플랜지(flange)와 이 사이로 물 수 있는 두 개의 돌출부(lugs)로 구성된다. 마우스피스를 단단히 물수록 이 사이의 공기 간격이 줄어들어 호흡이 어려워질 수 있다. 또한, 치아로 마우스피스를 강하게 물면 턱 피로와 통증을 유발할 수 있다.

#### 풀페이스 스노클 마스크

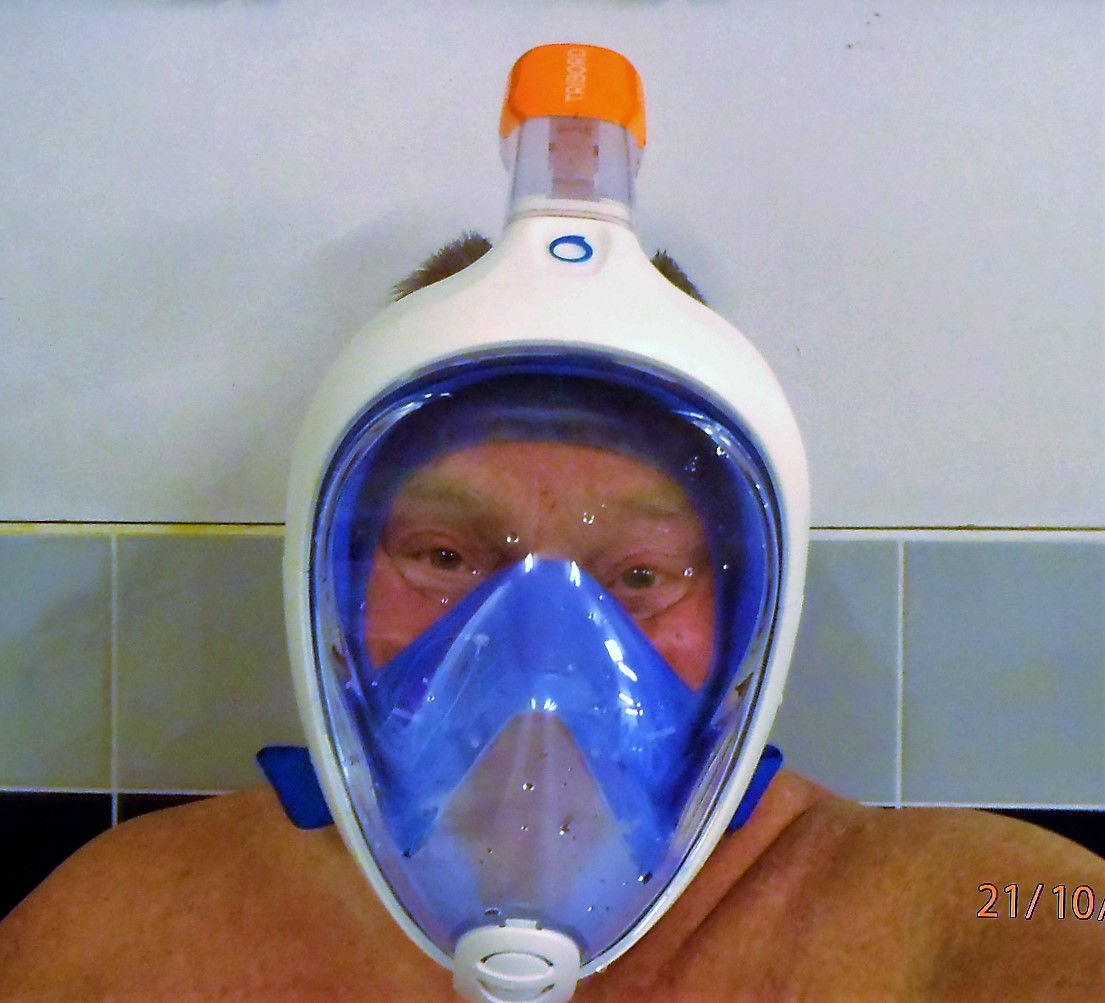
데카트론 이지브레스 스노클 마스크

통합형 스노클(Integrated snorkel)은 기본적으로 상단에 밸브가 장착된 튜브와 하단에 다이빙 마스크 내부로 이어지는 개구부로 구성된다. 통합형 스노클은 물속에 잠겼을 때 공기 유입구를 차단하기 위한 밸브가 반드시 있어야 한다. 그렇지 않으면 물이 상단의 개구부를 통해 들어와 마스크 내부를 침수시킬 수 있다. 스노클은 마스크 상단 또는 측면의 소켓에 부착된다.
신세대 스노클 마스크는 눈, 코, 입을 모두 덮는 풀페이스 마스크(full-face mask)로, 수면 스노클러가 코나 입으로 자유롭게 호흡할 수 있게 한다. 이 마스크는 표준 스노클 마우스피스를 입에 물었을 때 구역질 반응이 나타나는 사용자들에게 대안이 될 수 있다.
초기 스노클 마스크는 눈, 코, 입을 모두 덮는 형태와, 입을 제외하고 눈과 코만 덮는 형태로 나뉜다. 1950년대 US Divers의 "마리노(Marino)" 하이브리드 모델은 눈과 코를 덮는 단일 스노클 마스크와 별도의 마우스피스 스노클을 결합한 형태였다.
풀페이스 스노클 마스크는 공기 흡입과 배출을 위한 별도의 채널이 통합된 스노클을 사용하여, 이론적으로는 어떤 호흡 노력에서도 사용자가 항상 신선한 공기를 호흡할 수 있도록 설계되었다. 이러한 마스크에는 드라이 탑 스노클 시스템(dry top snorkel system)이 내장되어 있다.
표준적인 볼 플로트(ball float) 시스템 외에도, 물이 스노클 내부로 소량 들어오더라도, 물이 얼굴로 향하지 않고 턱 부분으로 배출되도록 설계되어 있다. 턱 아래에는 배수 밸브가 있어 물을 쉽게 배출할 수 있다.
단, 풀페이스 스노클 마스크에도 몇 단점이 있다. 마스크가 얼굴 전체에 적절히 밀착되어야 신뢰할 수 있는 밀봉(seal)이 가능하다. 하지만, 사람마다 얼굴 형태가 다르기 때문에 특정 사용자에게 완벽히 맞지 않을 수 있다. 마스크에 물이 차는 경우, 전체 마스크를 제거해야만 호흡을 계속할 수 있다. 풀페이스 마스크는 코를 딱딱한 플라스틱 구조로 덮고 있어, 깊은 수심에서 압력 평형(equalization)을 위해 코를 집는 것이 불가능하다. 따라서 압력 평형 기술이 필요한 깊은 다이빙보다는 수면 근처에서 사용하도록 설계되었다. 이러한 까닭에 전문 스쿠버 다이버들은 풀페이스 마스크를 선호하지 않는 경향이 있으나, 여전히 신체적 한계로 다른 방법에 심한 어려움이 있는 경우 대안이 된다.
하와이에서 스노클링 중 사망 사고가 비정상적으로 많이 발생했던 기간이 있었는데, 풀페이스 스노클 마스크의 설계가 이산화탄소(CO2) 축적을 유발할 가능성에 대한 의심이 제기되었다. 마스크 자체가 원인이라는 점이 확실히 밝혀진 것은 아니지만, 하와이 주에서는 스노클링 사망 사고 시 사용된 장비를 추적하기 시작했다.
이 문제에 대한 다른 가설로는, 풀페이스 마스크가 전통적인 스노클링 장비 사용에 어려움을 겪는 사람들에게 스노클링을 보다 쉽게 접근 가능하게 만든다는 점이 있다. 이러한 접근성 증가는 경험이 부족하거나 기저 의학적 상태를 가진 사람들이 스노클링을 시도하게 만들어, 장비 종류와 무관한 문제가 악화될 가능성을 높일 수 있다.
코로나19 범유행 동안 의료 장비 부족 문제를 해결하기 위해 풀페이스 스노클 마스크가 산소 공급 응급 호흡기로 개조되기도 하였다. 이를 위해 3D 프린팅과 최소한의 설계 변경이 활용되었다. 이탈리아에서는 수정된 스노클 마스크를 병원에서 호흡기 지원에 사용하는 경우, 환자가 인증되지 않은 의료 장치 사용에 대한 동의서를 작성해야 한다. 프랑스의 주요 스포츠웨어 및 스노클 마스크 제조업체인 데카트론(Decathlon)은 스노클 마스크 판매를 중단하고, 이를 의료진, 환자, 3D 프린터 작업에 재할당했다. 이후, 소매 판매는 다시 재개되었다.

### 다이빙 마스크

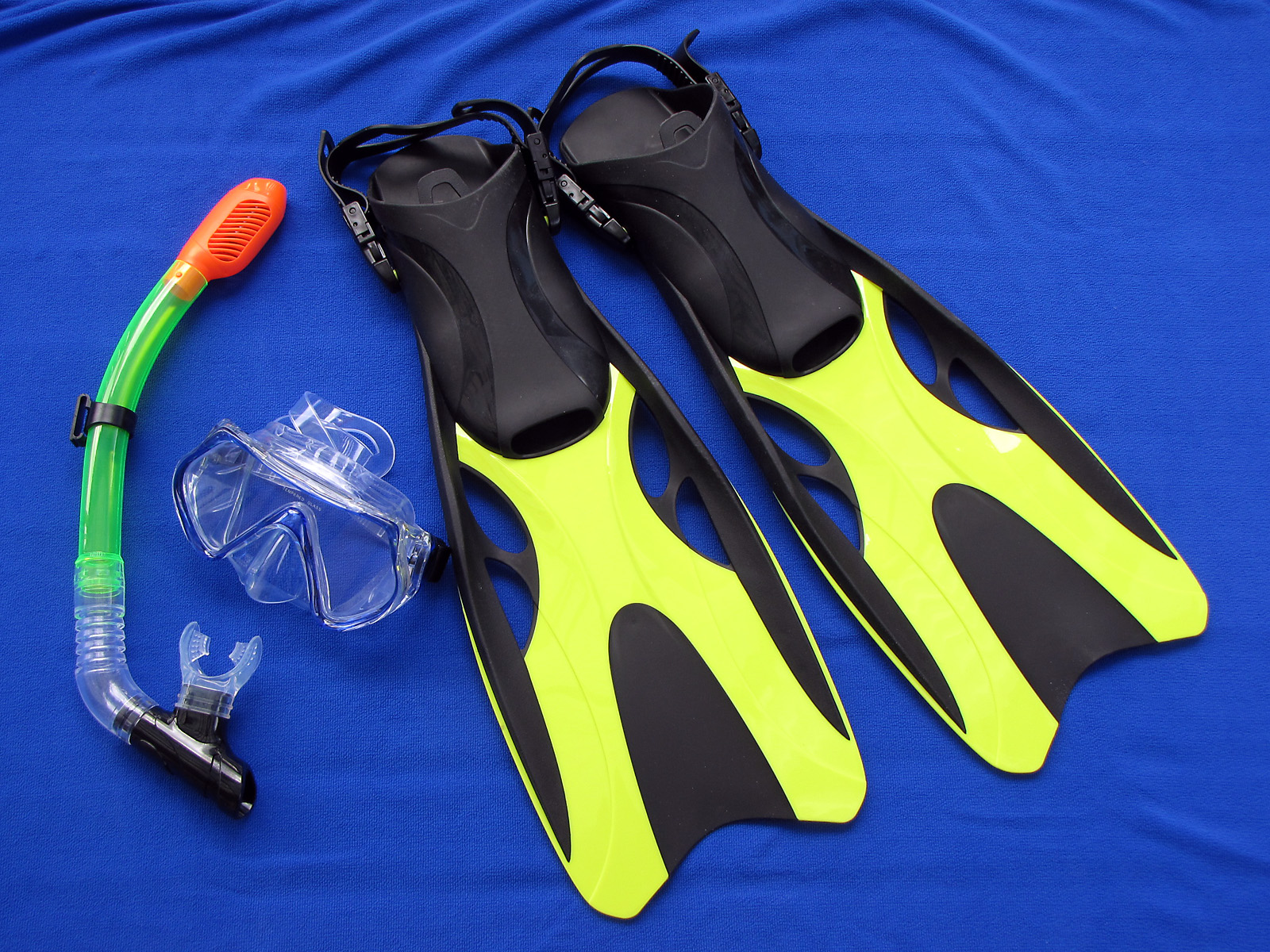
왼쪽부터 스노클, 다이빙마스크, 오리발

다이빙 마스크는 스쿠버 다이버들이 사용하는 것과 동일한 형태를 스노클러들도 일반적으로 착용한다. 마스크는 물속에서 공간을 형성하여 시야를 확보할 수 있도록 해준다. 모든 다이빙 마스크는 다음으로 구성된다:
- 렌즈 또는 페이스플레이트(faceplate)
- 코를 감싸고 얼굴에 밀착되는 부드러운 고무 스커트
- 마스크를 고정하는 헤드 스트랩

마스크는 타원형 모델부터 내부 부피가 낮은 형태까지 다양한 스타일과 형태로 제공되며, 재질로는 일반적으로 실리콘과 고무가 사용된다. 수면에서 머무르는 스노클러는 코를 감싸지 않는 수영용 고글을 사용할 수도 있다.

### 오리발
오리발은 발에 착용하는 지느러미 모양의 액세서리로, 고무 또는 플라스틱으로 만들어지며, 물속에서 보다 효율적으로 이동할 수 있도록 돕는다. 인간의 발은 물에서 충분한 추진력을 제공하기에 크기가 작고 모양이 적합하지 않기 때문에 오리발이 필요하다. 특히, 사용자가 수중 장비를 착용하여 수중 저항이 증가한 경우 더욱 효과적이다.
- 프리다이버들은 긴 오리발과 모노핀(monofins)을 사용하여 낮은 빈도의 다리 움직임으로 수중 추진력을 얻는다. 이는 효율성을 향상시키고 산소 소비를 최소화하는 데 도움이 된다.
- 짧고 단단한 블레이드로 된 오리발은 짧은 시간 동안의 가속과 기동성을 제공한다.
- 오픈백(Open-backed) 오리발은 사용자가 웻슈트 양말이나 부츠 위에 착용할 수 있어 차가운 물에서 유용하다.

### 보호 장비
웻슈트(Wetsuit)는 주로 발포 네오프렌과 니트 원단으로 만들어진 의복으로, 수상 스포츠 및 물속 활동 시 착용된다. 웻슈트는 보온성을 제공하는 것이 주목적이며, 추가적으로 부력, 마찰 보호, 자외선 차단, 해양 생물로부터의 보호 기능을 갖춘다. 웻슈트의 보온 특성은 재질 내에 갇혀 있는 기체 방울 덕분이며, 이는 열 전달을 감소시키고 부력을 제공한다. 두께, 착용감, 신체를 덮는 범위가 웻슈트의 보온 효과에 중요한 요소이다. 머리, 손, 발을 보호하기 위해 후드, 장갑, 양말, 부츠를 추가할 수 있다.
1950~60년대에는 스노클링 시 얇은 고무 소재의 밸브 없는 드라이슈트(drysuit)가 흔히 사용되었다. 2010년대에는 오지 등 야외 수영이 인기를 얻으며 드라이슈트 사용이 다시 증가하고 있다.
다이브 스킨(Dive skins)은 수온이 25°C 이상인 환경에서 착용되며, 주로 스판덱스나 라이크라로 만들어진 전신 의복이다. 다이브 스킨은 보온성은 거의 제공하지 않지만, 해파리 쏘임, 마찰, 햇볕 화상으로부터 피부를 보호한다. 이러한 슈트는 '스팅어 슈트(Stinger Suit)'로도 알려져 있다. 웻슈트 안에 다이브 스킨을 착용하여 착용을 더 쉽게 하고, 네오프렌에 민감한 피부를 보호하기도 한다.
래시 가드는 스판덱스와 나일론 또는 폴리에스터로 만들어진 운동용 셔츠이다. 래시 가드라는 이름은 마찰로 인한 발진이나 햇볕 화상으로부터 사용자를 보호하는 기능에서 유래했다. 래시 가드는 단독으로 착용하거나, 웻슈트 아래에 착용할 수 있다. 단독으로 착용 시, 여름철 따뜻하거나 매우 더운 환경에서 스노클링을 포함한 여러 수상 스포츠에서 가벼운 보호 기능을 제공한다. 하의용 래시 가드도 있으며, 이는 보드숏 아래에 착용할 수 있는 압박 반바지와 유사하다.

### 웨이트 벨트

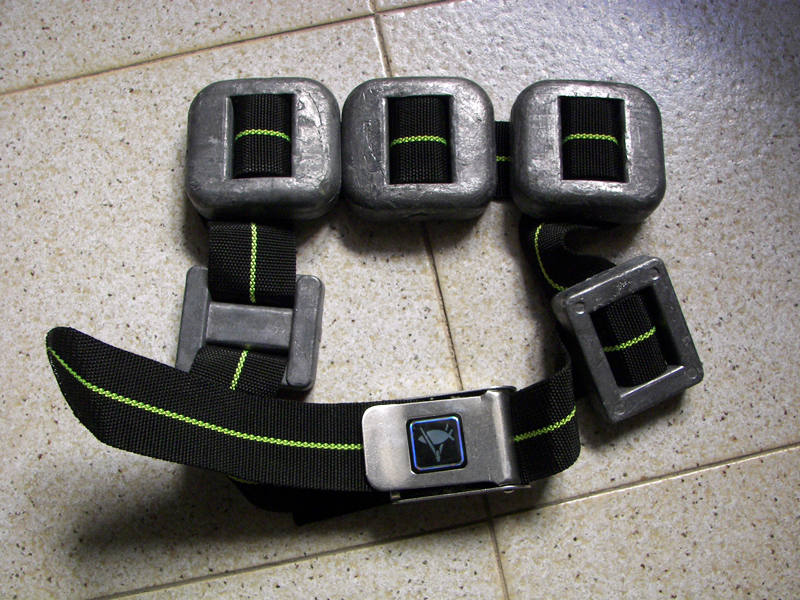
웨이트 벨트

웨이트 벨트(Weight belt)는 추가적인 하중을 얻기 위해 현재 스노클링에서 가장 일반적으로 사용되는 장비이다. 웨이트 벨트는 일반적으로 튼튼한 나일론 웨빙(webbing)으로 만들어지지만, 고무와 같은 다른 재료로 제작되기도 한다. 스노클링용 웨이트 벨트는 퀵릴리즈 버클이 장착되어 있어 비상 상황에서 빠르게 무게를 덜 수 있도록 설계된다.
가장 대표적인 웨이트 디자인은 두 개의 슬롯이 있는 직사각형 납 블록을 벨트에 끼우는 방식이다. 납 블록은 플라스틱 코팅이 되어 있는 경우도 있으며, 이는 부식 저항성을 높이고 웻슈트에 대한 마찰을 줄이는 효과가 있다. 웨이트는 벨트 위에서 미끄러지지 않도록 금속 또는 플라스틱 슬라이더로 고정되기도 한다.
또 다른 일반적인 디자인은 단일 슬롯이 있어 벨트를 통과시켜 고정하는 방식이다. 이 방식은 납을 압축하여 웨빙을 잡아 고정할 수 있지만, 추가하거나 무게를 줄여야 할 때 제거가 어렵다는 단점이 있다.
특정 설계의 웨이트는 필요할 때 벨트에 클립 형태로 추가할 수 있다.

## 위험
부담없이 사용할 수는 있지만, 물을 폐에 빨아들여 사망하는 사고가 자주 일어나고 있다. 약간의 웨이브와 사용 각도에 따라 흡기시에 기도에 물이 들어가기 쉽고, 그 때문에 공황을 일으켜 더 강하게 호흡을 하려다 폐에 물이 더 들어가고 호흡 곤란을 일으킨다. 특히 미성숙한 청소년을 중심으로 많은 사망 사고를 일으켜서, 한때는 미성년자에게 판매를 중단한 경위가 있다. 취급에 생소한 아이들이 사용하는 경우는 물이 폐로 들어갈 가능성을 알려주고, 만약 들어온 경우 대처 방법을 미리 교육시킬 필요가 있다.

## 역사
스노클링은 아리스토텔레스의 저서 동물의 부분(Parts of the Animals)에 언급된다. 그는 코끼리의 코를 이용해서 다이버들이 호흡을 할 수 있을것이라고 말했다. 기원전 5,000년 경에 크레타섬에서 해면 동물을 채집하기 위해서 스노클링이 시작됐다는 주장도 있다.

## 사진

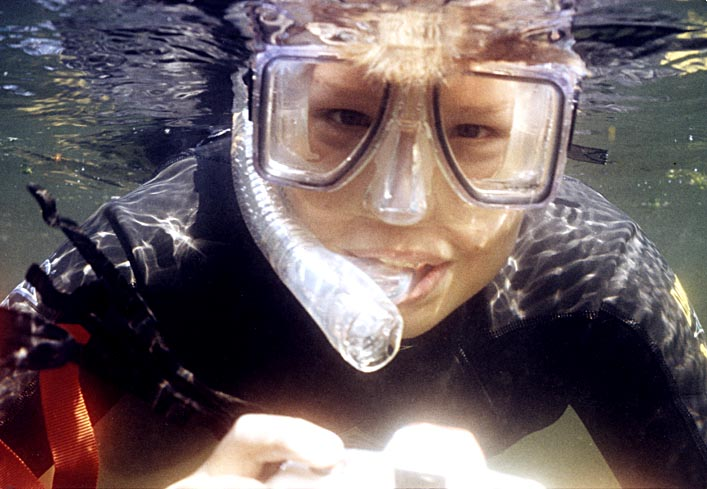
스노클 장비를 갖춘 입수자
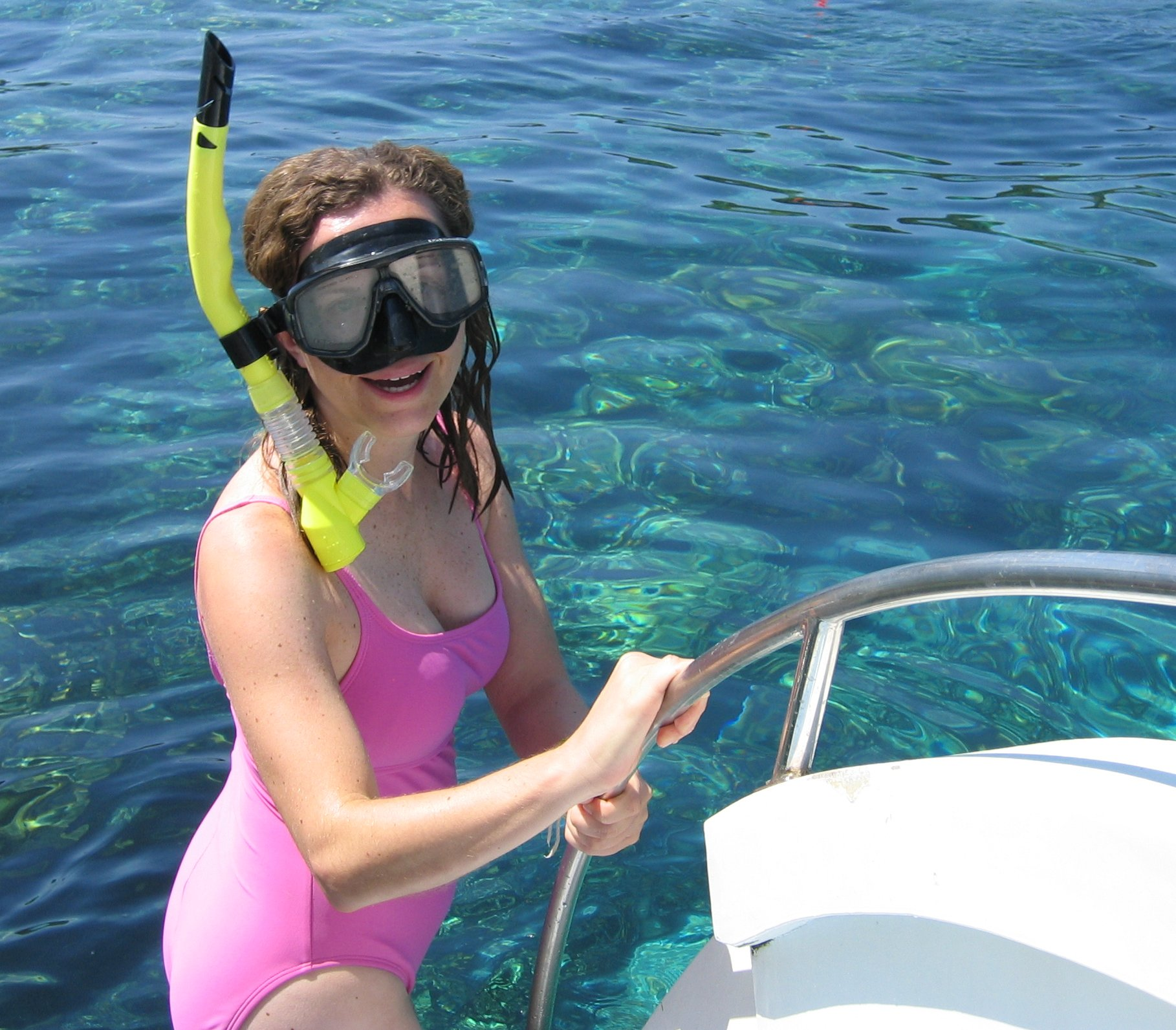
수경과 스노클을 갖춘 스노클러
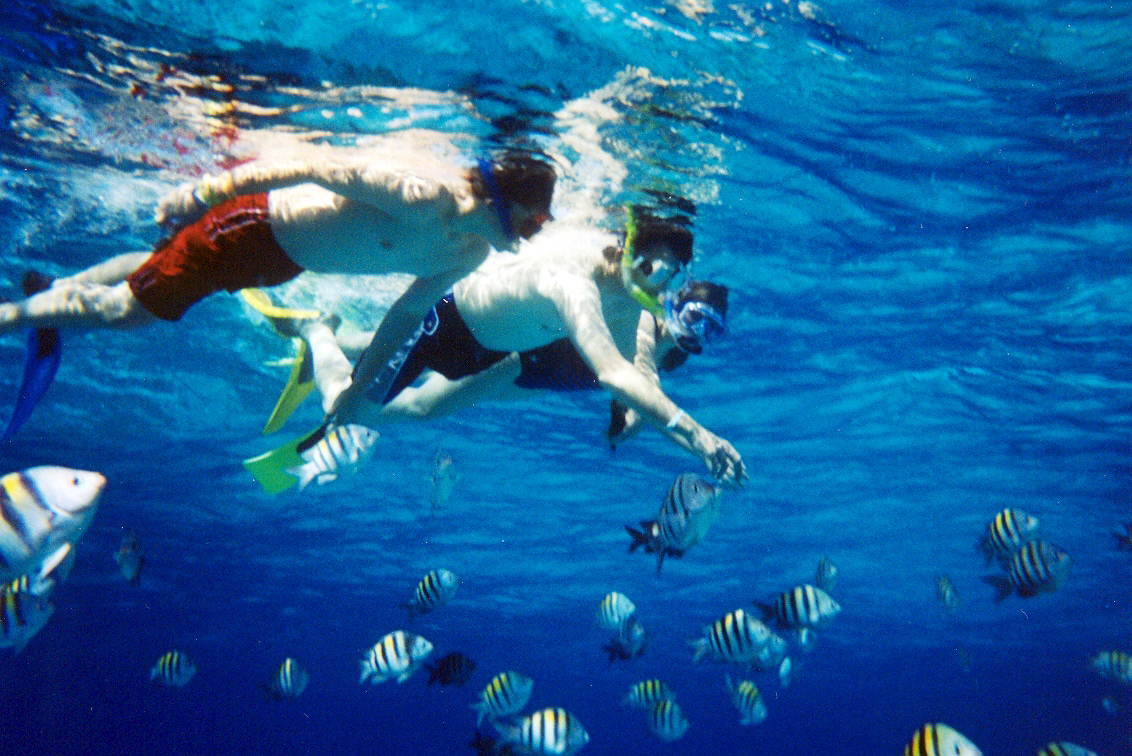
멕시코 코즈멜에서 스노클링을 즐기는 사람들